# Чепрасов, Филипп Матвеевич
Филипп Матвеевич Чепрасов — советский хозяйственный, государственный и политический деятель.

## Биография
Родился в 1915 году в селе Берёзовка. Член ВКП(б).
С 1933 года — на хозяйственной, общественной и политической работе. В 1933—1971 гг. — учитель, в РККА, участник Великой Отечественной войны, учитель, на государственной работе, заместитель председателя Краснощёковского райисполкома, председатель колхоза имени Сталина Краснощёковского района Алтайского края.
Избирался депутатом Верховного Совета СССР 7-го созыва.
Умер в 1971 году.